# McAllen
McAllen es una ciudad ubicada en el condado de Hidalgo en el estado estadounidense de Texas, la cual colinda con la ciudad mexicana de Reynosa, en el estado de Tamaulipas. En el Censo de 2010 tenía una población de 129,877 habitantes y una densidad poblacional de 1.030,79 personas por km². En 2015, según el estimado oficial, la población había crecido a 140,269 habitantes.

## Geografía
McAllen, se encuentra ubicada en las coordenadas 26°13′7″N 98°14′46″O / 26.21861, -98.24611. Según la Oficina del Censo de los Estados Unidos, McAllen tiene una superficie total de 126 km², de la cual 125,21 km² corresponden a tierra firme y (0.62%) 0.79 km² es agua. Está localizada al punto más sur de Texas en un área conocida como el Valle del río Grande. La frontera sur de la ciudad esta aproximadamente 5 millas al norte de la frontera de  Estados Unidos con México, el río Bravo. Hay un puente para cruzar la frontera al sur de la ciudad que conecta McAllen con Reynosa, México. McAllen está creciendo muy rápido. También es la mayor ciudad en el condado Hidalgo.

## Demografía
Según el censo de 2010, había 129 877 personas residiendo en McAllen. La densidad de población era de 1030,79 hab./km². De los 129877 habitantes, McAllen estaba compuesto por el 83,86% blancos, el 0.94% eran afroamericanos, el 0,37% eran amerindios, el 2,6% eran asiáticos, el 0,02% eran isleños del Pacífico, el 10,37% eran de otras razas y el 1,84% pertenecían a dos o más razas. Del total de la población el 84,63% eran hispanos o latinos de cualquier raza.
| Año  | Población |
| ---- | --------- |
| 1980 | 66.281    |
| 1990 | 84.021    |
| 2000 | 106.414   |
| 2007 | 127.245   |
| 2010 | 129.877   |

| Raza                 | %      |
| -------------------- | ------ |
| blancos              | 83.86% |
| asiáticos            | 2.6%   |
| afroamericanos       | 0.94%  |
| amerindios           | 0.37%  |
| isleños del Pacífico | 0.02%  |
| dos o más razas      | 1.84%  |
| de otras razas       | 10.37% |

### Economía
Con los efectos de NAFTA, que empezó el primero de enero de 1994, amplió las fortunas económicas de McAllen. La actividad económica de la ciudad esta directamente relacionada con los negocios en México, específicamente Reynosa. Hay numerosas empresas multinacionales como Nokia y General Electric en el área de McAllen. El área industrial incluye un aeropuerto internacional, el Aeropuerto Internacional de McAllen-Miller, y un puente internacional: el puente internacional McAllen-Hidalgo-Reynosa. Existen dos puentes cercanos en otras ciudades cerca de McAllen: el puente internacional Pharr-Reynosa y el puente internacional Reynosa - Mission. McAllen tiene una zona de comercio exterior en una parte de la ciudad. Empresas de manufacturera pueden ensamblar productos en maquiladoras localizadas en México, pagando los salarios bajos, y re-exportando el producto completo a los Estados Unidos. Por otra parte los negocios locales de Mcallen reciben ingresos importantes del turismo mexicano  que va de compras.

## Clima
| Parámetros climáticos promedio de McAllen, Texas (1981-2010 normals) | Parámetros climáticos promedio de McAllen, Texas (1981-2010 normals) | Parámetros climáticos promedio de McAllen, Texas (1981-2010 normals) | Parámetros climáticos promedio de McAllen, Texas (1981-2010 normals) | Parámetros climáticos promedio de McAllen, Texas (1981-2010 normals) | Parámetros climáticos promedio de McAllen, Texas (1981-2010 normals) | Parámetros climáticos promedio de McAllen, Texas (1981-2010 normals) | Parámetros climáticos promedio de McAllen, Texas (1981-2010 normals) | Parámetros climáticos promedio de McAllen, Texas (1981-2010 normals) | Parámetros climáticos promedio de McAllen, Texas (1981-2010 normals) | Parámetros climáticos promedio de McAllen, Texas (1981-2010 normals) | Parámetros climáticos promedio de McAllen, Texas (1981-2010 normals) | Parámetros climáticos promedio de McAllen, Texas (1981-2010 normals) | Parámetros climáticos promedio de McAllen, Texas (1981-2010 normals) |
| Mes                                                                  | Ene.                                                                 | Feb.                                                                 | Mar.                                                                 | Abr.                                                                 | May.                                                                 | Jun.                                                                 | Jul.                                                                 | Ago.                                                                 | Sep.                                                                 | Oct.                                                                 | Nov.                                                                 | Dic.                                                                 | Anual                                                                |
| -------------------------------------------------------------------- | -------------------------------------------------------------------- | -------------------------------------------------------------------- | -------------------------------------------------------------------- | -------------------------------------------------------------------- | -------------------------------------------------------------------- | -------------------------------------------------------------------- | -------------------------------------------------------------------- | -------------------------------------------------------------------- | -------------------------------------------------------------------- | -------------------------------------------------------------------- | -------------------------------------------------------------------- | -------------------------------------------------------------------- | -------------------------------------------------------------------- |
| Temp. máx. media (°C)                                                | 20.9                                                                 | 23.2                                                                 | 26.9                                                                 | 29.9                                                                 | 32.4                                                                 | 35.1                                                                 | 35.6                                                                 | 36.2                                                                 | 33.7                                                                 | 30.7                                                                 | 26.2                                                                 | 21.6                                                                 | 29.4                                                                 |
| Temp. mín. media (°C)                                                | 9.6                                                                  | 11.5                                                                 | 14.6                                                                 | 18.2                                                                 | 21.8                                                                 | 24.1                                                                 | 24.5                                                                 | 24.7                                                                 | 22.7                                                                 | 19.1                                                                 | 14.3                                                                 | 9.9                                                                  | 17.9                                                                 |
| Precipitación total (mm)                                             | 24.4                                                                 | 30                                                                   | 21.8                                                                 | 37.8                                                                 | 52.6                                                                 | 58.2                                                                 | 49.5                                                                 | 40.1                                                                 | 93.2                                                                 | 53.3                                                                 | 21.1                                                                 | 23.4                                                                 | 505.5                                                                |
| Días de precipitaciones (≥ 1 mm)                                     | 4.4                                                                  | 4.3                                                                  | 3.0                                                                  | 3.7                                                                  | 3.7                                                                  | 4.0                                                                  | 3.8                                                                  | 4.0                                                                  | 6.1                                                                  | 4.8                                                                  | 3.0                                                                  | 3.7                                                                  | 48.5                                                                 |
| Fuente: NOAA                                                         |                                                                      |                                                                      |                                                                      |                                                                      |                                                                      |                                                                      |                                                                      |                                                                      |                                                                      |                                                                      |                                                                      |                                                                      |                                                                      |

## Educación
La ciudad tiene el McAllen Teaching Sire de la Universidad de Texas de El Valle del Río Grande.
El Distrito Escolar Independiente de McAllen gestiona las escuelas públicas.
La Biblioteca Pública de McAllen es la biblioteca pública de McAllen.

## Ciudades hermanas
La ciudad tiene 16 hermanamientos.
| Ciudad                 | Jurisdicción | País       |
| ---------------------- | ------------ | ---------- |
| Acapulco               | Guerrero     | México     |
| Cadereyta Jiménez      | Nuevo León   | México     |
| Ganzhou                | Jiangxi      | China      |
| Guadalupe              | Nuevo León   | México     |
| Irapuato               | Guanajuato   | México     |
| Ixtapa-Zihuatanejo     | Guerrero     | México     |
| Monterrey              | Nuevo León   | México     |
| Reynosa                | Tamaulipas   | México     |
| Saint-Laurent          | Quebec       | Canadá     |
| San José               | San José     | Costa Rica |
| San Pedro Garza García | Nuevo León   | México     |
| Tampico                | Tamaulipas   | México     |
| Taxco                  | Guerrero     | México     |
| Cd. Victoria           | Tamaulipas   | México     |
| Belice                 | Belice       | Belice     |
| Moroleon               | Guanajuato   | México     |